# طلعت منصور
طلعت منصور (انگلیسی: Talaat Mansour؛ زادهٔ ۲۶ فوریهٔ ۱۹۶۷) بازیکن فوتبال اهل مصر بود.
وی همچنین در تیم ملی فوتبال مصر بازی کرده‌است.